# IR-Klasse SP
Die Baureihe SP war eine breitspurige Schlepptender-Dampflokomotive für den Reisezugverkehr auf den Bahnen in Britisch-Indien, die um 1905 gebaut wurde. Sie gehört zu den BESA-Lokomotiven, die vom British Engineering Standards Committee, später British Engineering Standards Association (BESA) genannt, entwickelt wurden. Das Kürzel SP steht für Standard Passenger (Locomotive).

## Geschichte

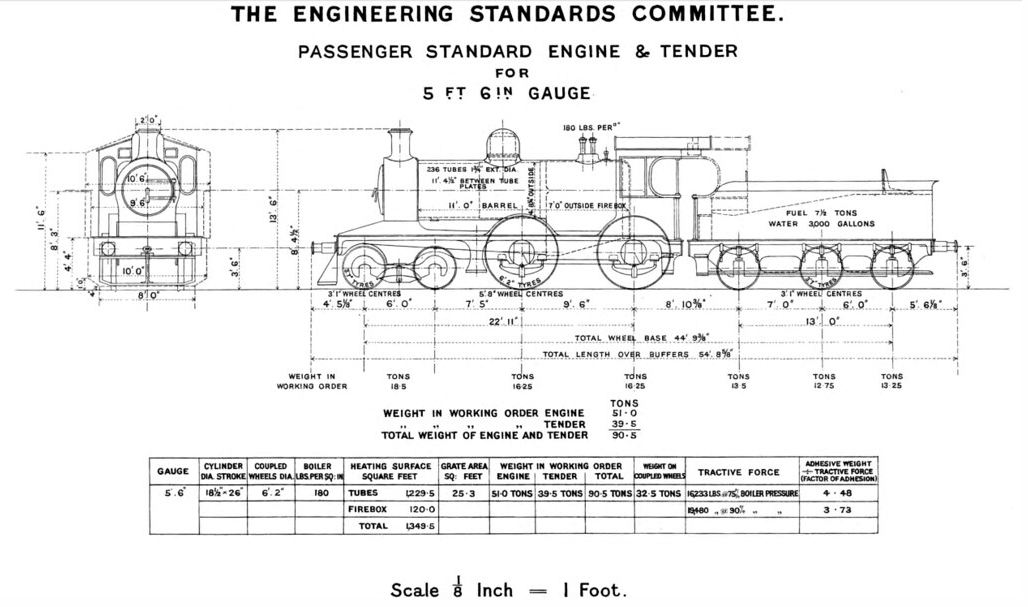
Zeichnung aus dem BESA Report von 1905

Bereits in der ersten Ausgabe der BESA-Norm von 1903 wurde die Standard-Baureihe SP für den Reisezugverkehr vorgestellt. Die Achsfolge American mit einem vorlaufenden zweiachsigen Drehgestell bewährte sich schon zuvor in Indien, da sie auch bei schlechten Gleislagen eine gute Laufruhe zeigt. Die Baureihe SP verwendete den gleichen Dampfkessel wie die Standard-Güterzuglokomotive SG, der einen Durchmesser von 4 ft 8 1⁄4 in (1430 mm) hatte. In der BESA-Norm von 1910 wurde eine Variante mit größerem Kessel vorgeschlagen, der einen Durchmesser von 5 ft 1 1⁄4 in (1556 mm) hatte, wie er erstmals bei der Baureihe PT verwendet wurde.
Die Lokomotiven wurden an verschiedene Bahnen geliefert, trugen aber nur bei der von den Indian States Railways (ISR) betriebenen Bahnen die Bauartbezeichnung SP. Beyer-Peacock lieferte eine Serie von 10 Stück an die North Western Railway (NWR), deren Streckennetz im heutigen Grenzgebiet von Indien und Pakistan lag.

## Technik
Die Lokomotive war als Zweizylinder-Nassdampfmaschine mit Belpaire-Stehkessel ausgeführt. Der Rost war zwischen den Kuppelradsätzen angeordnet. Zwischen den Rahmenwangen des Innenrahmens lagen die beiden Dampfzylinder und die Heusinger-Steuerung. Das Umlaufblech war tief angeordnet, sodass über den beiden Kuppelradsätzen Radschutzkästen angeordnet waren. An der vorderen Pufferbohle war ein kleiner Kuhfänger angebracht. Der Führerstand war vollständig geschlossen, wobei die Führerhausrückwand durch den dreiachsigen Schlepptender gebildet wurde.

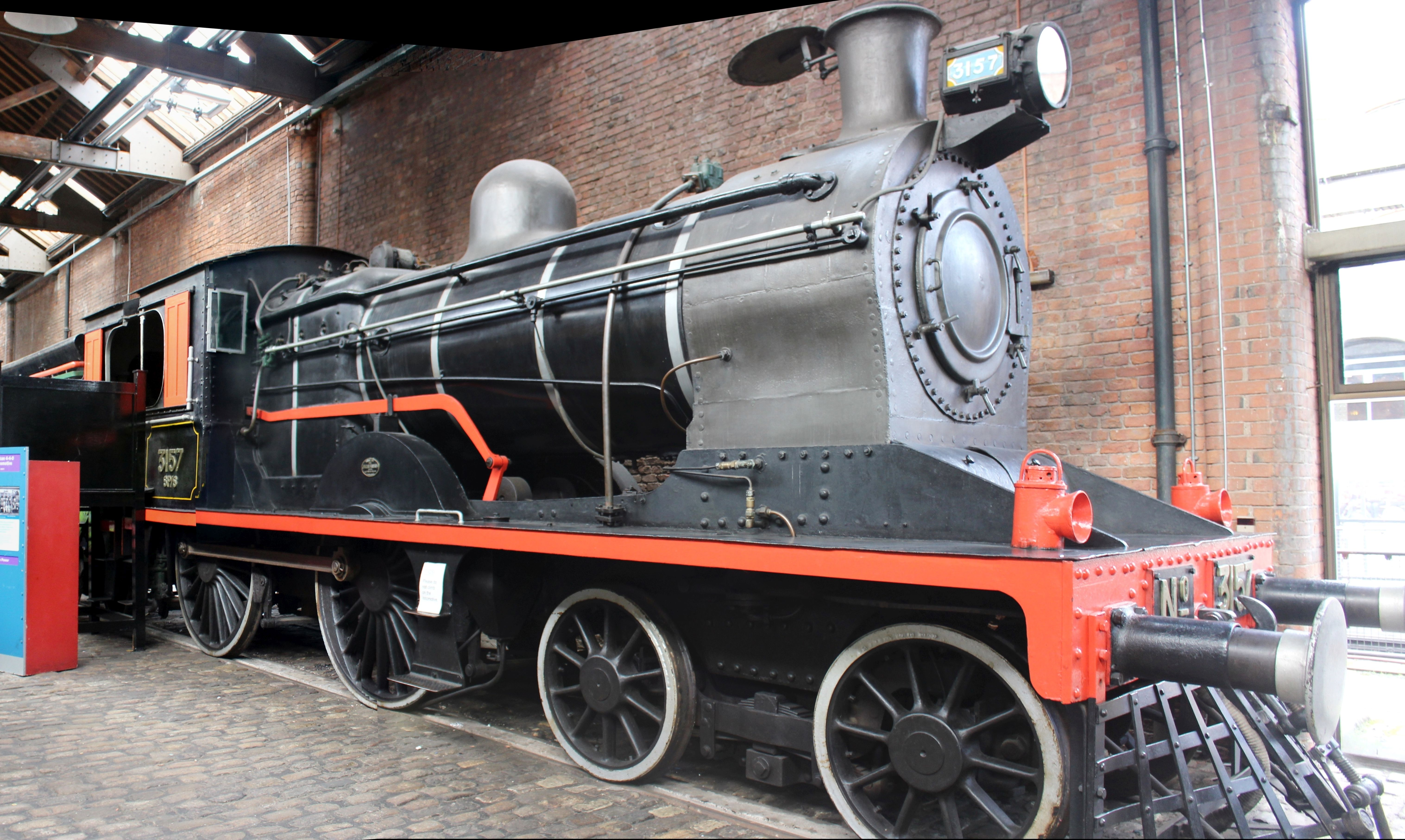
Lokomotive der Baureihe SPS in der Ausstellung des Museum of Science and Industry (MOSI) in Manchester

Eine spätere Version wurde mit einem Rauchrohrüberhitzer ausgerüstet und als Baureihe SPS bezeichnet, wobei das Kürzel für Standard Passenger Locomotive, Superheated ‚Standard-Reisezuglokomotive, überhitzt‘ steht. Eine solche Lokomotive, die zuletzt von den Pakistan Railways betrieben wurde, ist im Museum of Science and Industry (MOSI) in Manchester erhalten geblieben. Das Äußere der Lokomotive ist praktisch identisch zu demjenigen der Baureihe SP.